# Рыков, Василий Дмитриевич
Василий Дмитриевич Рыков (1759—1827) — русский генерал-майор, участник Отечественной войны 1812 года.

## Биография
Происходил из дворян Саратовской губернии, родился в 1759 году. Поступив в 1776 году фурьером в лейб-гвардии Преображенский полк, Рыков в 1779 году произведён был в сержанты, 7 апреля 1782 года — в прапорщики. Принимал участие в русско-шведской войне.
В 1790 году выпущен в армию капитаном с определением в Оренбургский драгунский полк, с которым дважды, в 1792 и 1794 годах, совершил боевые походы в Польшу.
В 1797 году произведён в майоры, 11 декабря 1798 года назначен полковым командиром Оренбургского драгунского полка, 25 мая 1800 года произведён в подполковники и за усердную службу награждён орденом св. Иоанна Иерусалимского. 29 августа 1805 года переведён в новосформифованный Лифляндский драгунский полк и 14 февраля 1806 года назначен его командиром.
В первый раз Рыков выступил в поход против неприятеля, после тридцати лет своей службы, в ноябре 1806 года, когда готовилась вторая война с Наполеоном. Лифляндский драгунский полк состоял тогда в 8-й дивизии генерал-майора Эссена 3-го, и вместе с Петербургским драгунским и Ольвиопольским гусарским полками составлял кавалерийскую бригаду 8-й дивизии. Этой бригадой командовал сначала генерал-лейтенант Шепелев, а затем генерал-майор Глебов.
4 декабря Рыков пришёл к Остроленке, откуда через несколько дней направился при своей дивизии вниз по Нареву к Попову, а оттуда в половине декабря, после Пултуского сражения, к Остроленке, на соединение с Беннигсеном. Поступив под начальство Беннигсена, назначенного главнокомандующим русской армией, Рыков участвовал в походе от Остроленки, через Новоград, Тыкочин и Гейльсберг до Янкова, откуда армия наша отступила к Прейсиш-Эйлау.
В первые дни отступления, 23, 24 и 25 января 1807 года, Рыков находился с своим полком в арьергарде, имел частые схватки с неприятелем, а 27 января участвовал в Прейсиш-Эйлауском сражении, где Лифляндский полк стоял на правом нашем крыле. 27 января маршал Сульт, по приказанию Наполеона, занял мельницу, находившуюся вблизи нашего правого крыла. Генерал-майор Фок выступил против французов с двумя пехотными полками и, подкреплённый Лифляндскими и Рижскими драгунами, выгнал неприятеля из мельницы. Здесь Рыков был ранен пулей в левую ногу и впоследствии, по ходатайству Фока, получил за это золотую шпагу с надписью «За храбрость».
После Прейсиш-Эйлауского сражения русская и французская армии, утомлённые трудными зимними маршами, не предпринимали ничего одна против другой в течение четырёх месяцев. Военные действия возобновились 24 мая под Гуттштадтом нападением Беннигсена на корпус маршала Нея. В этом сражении Лифляндский драгунский полк был послан к Эльдингену подкреплять генерал-майора Юрковского и помочь ему прогнать неприятеля, переправившегося из Либштата через реку Пассаргу. На другой день, 26 мая, Рыков, находясь с Лифляндским полком на правом крыле нашей армии, под начальством Уварова, участвовал в вытеснении неприятеля из селения Вольфсдорф, а 2 июня в кровопролитной битве под Фридландом, несколько раз ходил в атаку с полком, шеф которого, барон Пален, был убит в этом сражении. Награждённый за дело 26 мая и за отличие под Фридландом орденом св. Владимира 4-й степени с бантом, Рыков по заключении Тильзитского мира возвратился с полком в Россию и в том же году, 31 июля, был произведён в полковники.
Спустя около года со времени окончания второй войны против Наполеона, Лифляндский драгунский полк получил приказание идти в Молдавскую армию, предводимую фельдмаршалом князем Прозоровским. В начале апреля 1809 года перемирие между Россией и Турцией прекратилось, и Лифляндский драгунский полк перешёл в Валахию, где с 20 июля до 10 сентября содержал передовую цепь у Слободзеи, с 10 по 14 того же месяца был на передовых постах против Силистрии, с 14 по 20 октября — против Браилова, а после, со 2 по 13 ноября участвовал в блокаде этой крепости.
После покорения Браилова П. К. Эссеном Рыков отправился с полком на зимние квартиры в Молдавию. Весной 1810 года, по новому расписанию Молдавской армии, Лифляндский драгунский полк, вошедший в состав корпуса графа Ланжерона, перешёл в начале мая на правый берег Дуная и следовал к Гирсову и Харасу, а оттуда, с корпусом графа Каменского, к Базарджику. Утром 22 мая граф Каменский, разделив войска на четыре колонны, окружил Базарджик. Колонна генерал-майора князя Долгорукова, к которой принадлежал Лифляндский полк, первая была встречена вышедшей из Базарджика турецкой конницей, но опрокинула её, пошла на приступ и выломала городские ворота. Рыков с двумя эскадронами Лифляндских драгун и четырьмя конными орудиями кинулся в крепость и рассеял встреченную им толпу неприятельских всадников. Одновременно вломились в Базарджик наши войска с других сторон — и город пал. За участие в этой победе Рыков был награждён орденом св. Владимира 3-й степени.
Из Базарджика граф Каменский 1-й пошел к Шумле на соединение с главной армией. На пути туда Рыков находился 3 июня в деле под Янибазаром. Через неделю, 11 июня, во время сближения наших корпусов к Шумле, и потом, 12, 21 и 26 числа того же месяца Лифляндские драгуны рубились с турецкой конницей, делавшею вылазки из Шумлы. Продолжая находиться при блокаде сей крепости, Лифляндский полк особенно отличился в сражении 23 июля, где подкреплял отряд генерал-майора Сабанеева, и вместе с Ольвиопольским гусарским полком отбросил турок в лощину. Оба полка были награждены за сей подвиг серебряными трубами, а Рыкову 11 апреля 1811 года пожалован орден св. Георгия 4-й степени (№ 2293 по списку Григоровича — Степанова, № 1000 по списку Судравского)
В воздаяние храбрости и мужественных подвигов, явленных в сражении против турок 23 июля пред Шумлою, где, командуя эскадронами, четверократно вел атаку на турецкую кавалерию, которую всякий раз, несмотря на превосходство её сил, опрокидывал и поражая преследовал более трех верст, а, наконец, ударив на пехотных янычар, сломил оных, нанося им везде гибель и страх.
26 августа Рыков находился при поражении турок в битве под Батином; в октябре ходил при армии графа Каменского 2-го под Никополь, а потом, возвратившись на Дунай, расположился на зиму в Валахии.
Весной 1811 года, вследствие болезни графа Каменского 2-го, начальство над Молдавской армией было передано Голенищеву-Кутузову, который сосредоточил главные силы свои под Журжей, 19 июня перешёл с ними на правую сторону Дуная и стал лагерем в 4-х верстах перед Рущуком. 22 июня, на рассвете, турецкая армия, предводимая верховным визирем Ахмет-Беем, повела общую атаку на русскую армию. В начале сражения верховный визирь, прорвавшись сквозь наше левое крыло, старался обойти правое, но два эскадрона Лифляндских драгун вместе с донцами ударили на турок и опрокинули их.
После Рущукской победы Лифляндский драгунский полк поступил в резерв. В мае 1812 года, после окончания войны с Турцией, когда Наполеон готовился вступить в Россию, армия Кутузова поступила под начальство адмирала Чичагова и в половине июля двинулась от берегов Дуная на Волынь. Лифляндский полк поступил в корпус графа Ланжерона, а Рыков, оставаясь в звании полкового командира, был назначен исправлять должность коменданта главной квартиры армии Чичагова, именовавшейся Дунайской. Исполняя эту должность до января 1813 года при адмирале Чичагове, а затем, до второй половины мая того же года — при Барклае-де-Толли, Рыков участвовал в разных делах, как-то: 11 сентября 1812 года под Павловичами и Локачами, 14 — под Любомлем, 29 — под Брест-Литовском, 16 ноября, во время переправы Наполеона через Березину, у Стахова и Бриля, 7 мая 1813 года под Кенигсвартой, а 8 и 9 того же месяца — под Бауценом. Чичагов «за благоразумную расторопность и особенное усердие» Рыкова исходатайствовал ему орден св. Анны 2-го класса.
19 мая 1813 года, когда Барклай-де-Толли был назначен главнокомандующим Главной армии, Рыков занял место коменданта главной квартиры армии Барклая-де-Толли. Тогда же ему было поручено начальство и над конвоем главной квартиры. По возобновлении военных действий с Наполеоном, Рыков находился в сражениях под Дрезденом, Кульмом, Лейпцигом и Парижем, и по ходатайству Барклая-де-Толли был награждён: за Дрезден — алмазными знаками к ордену св. Анны 2-го класса, за Кульм — Кульмским крестом, за Лейпциг — чином генерал-майора (7 декабря), а за Париж — Высочайшим благоволением. Кроме того, король Прусский пожаловал ему орден «Pour le Mérite».
В конце июля 1814 года Рыков пришёл с армией Барклая-де-Толли в Варшаву, и оставался там до апреля 1815 года, когда бегство Наполеона с острова Эльбы побудило императора Александра I двинуть вторично войска во Францию, где Рыков находился на блистательных смотрах под Вертю.
Во время обратного следования в Россию, 1 декабря 1815 года, в Плоцке он был назначен командиром 3-й бригады 1-й уланской дивизии, 22 октября 1816 года командиром 2-й бригады Украинской казачьей дивизии, а 16 ноября 1817 года — командиром 1-й бригады Бугской уланской дивизии и 6 мая 1818 года возглавил эту дивизию. За труды по расквартированию Бугской уланской дивизии в Херсонской губернии Рыков был награждён в 1820 году орденом св. Анны 1-го класса.
С 17 октября 1823 года Рыков состоял по кавалерии без должности и жил в Киеве до своей смерти; он был холост. Умер 25 июля 1827 года в Киеве.